# ستيفن هاجر
ستيفن هاجر (بالإنجليزية: Steven Hager)‏ هو مراسل ميداني وصحفي ومحرر وكاتب سيناريو وكاتب أمريكي، ولد في 25 مايو 1951 في Champaign–Urbana metropolitan area ‏ في الولايات المتحدة.